# Cañadas (Granada)
Cañadas (también llamada popularmente Las Cañadas) es una localidad y pedanía española perteneciente al municipio de Castril, en la provincia de Granada, comunidad autónoma de Andalucía. Está situada en la parte suroccidental de la comarca de Huéscar. A cinco kilómetros del límite con la provincia de Jaén, cerca de esta localidad se encuentran los núcleos de Manuel Díaz, Cebas y Los Torres.

## Demografía
Según el Instituto Nacional de Estadística de España, en el año 2022 Cañadas contaba con 13 habitantes censados, lo que representa el 0,64% de la población total del municipio.